# Romain Genevois
Romain Genevois (L'Estère, 28 de outubro de 1987) é um ex-futebolista haitiano que atuava como zagueiro.

## Carreira
Julien Féret começou a carreira no FC Gueugnon.